# Aberlady Bay
Aberlady Bay är en bukt i East Lothian, Skottland mellan Aberlady och Gullane. År 1952 blev Aberlady Bay Storbritanniens första lokala naturreservat (LNR) och underhålls av skogvaktare från East Lothian Council. Scottish Ornithologists' Club har Waterston House som sitt högkvarter på Aberlady, med panoramautsikt över bukten.
Aberlady Bay är en del av John Muir Way, en vandringsled från Fisherrow (Musselburgh) till Dunglass. Det är också East Lothians del av den transnationella Nordsjöleden, en vandringsled som förbinder sju länder och 26 områden.

## Skeppsvrak
Vraken av åtta historiska (1800- eller tidigt 1900-tal) fiskefartyg vid Kilspindie har utsetts till ett "maritim fornlämning".
Två vrak av XT-ubåtar, utbildningsversioner av X-ubåten är synliga. År 1946 bogserades båten till bukten, förtöjdes till ett betongblock och användes som målfartyg med flygplan ur Royal Air Force. Ubåtsvraken ligger mycket närmare lågvattenmärket än högvattenmärket och tidvatten i bukten ökar mycket snabbt.